# 陳良 (西漢)
陳良（前1世纪—14年），西汉末年新朝人物，西域戊己校尉史（戊己校尉的属官）。
王莽始建国二年（10年），他见西域各国相继叛离，又听说匈奴将率领大军攻打西域，害怕遭祸。陳良与终带、司马承韩玄、右曲侯任商一起商议，杀害戊己校尉刁护父子和刁护的家族子弟。陳良据守戊己校尉城，派遣属下告知匈奴南将军。胁迫吏士男女二千余人逃降匈奴。乌珠留若鞮单于任命陈良为乌贲都尉、乌桓都将军。西域都护但钦将这件事上书报告王莽，次年王莽遂命令十二将调兵三十万屯边，计划攻打匈奴，分匈奴为十五单于。天凤元年（14年），匈奴烏累若鞮單于即位，与王莽和亲。王莽遣使者以重金贿赂匈奴，将陈良购回，在常安处以火刑，陳良被火烧死。